# Epson PX-8 Geneva

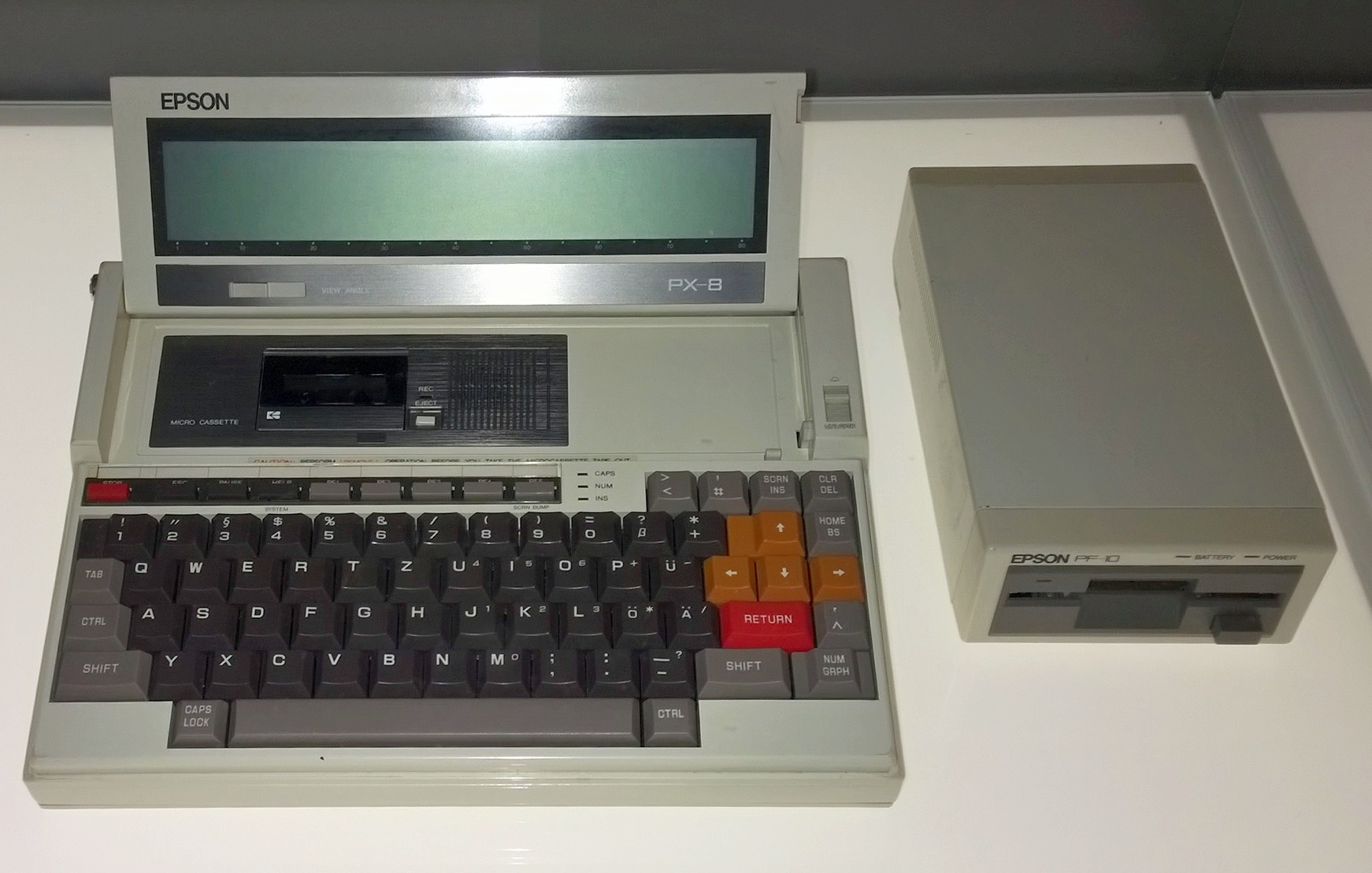
con disquetera externa Epson PF-10

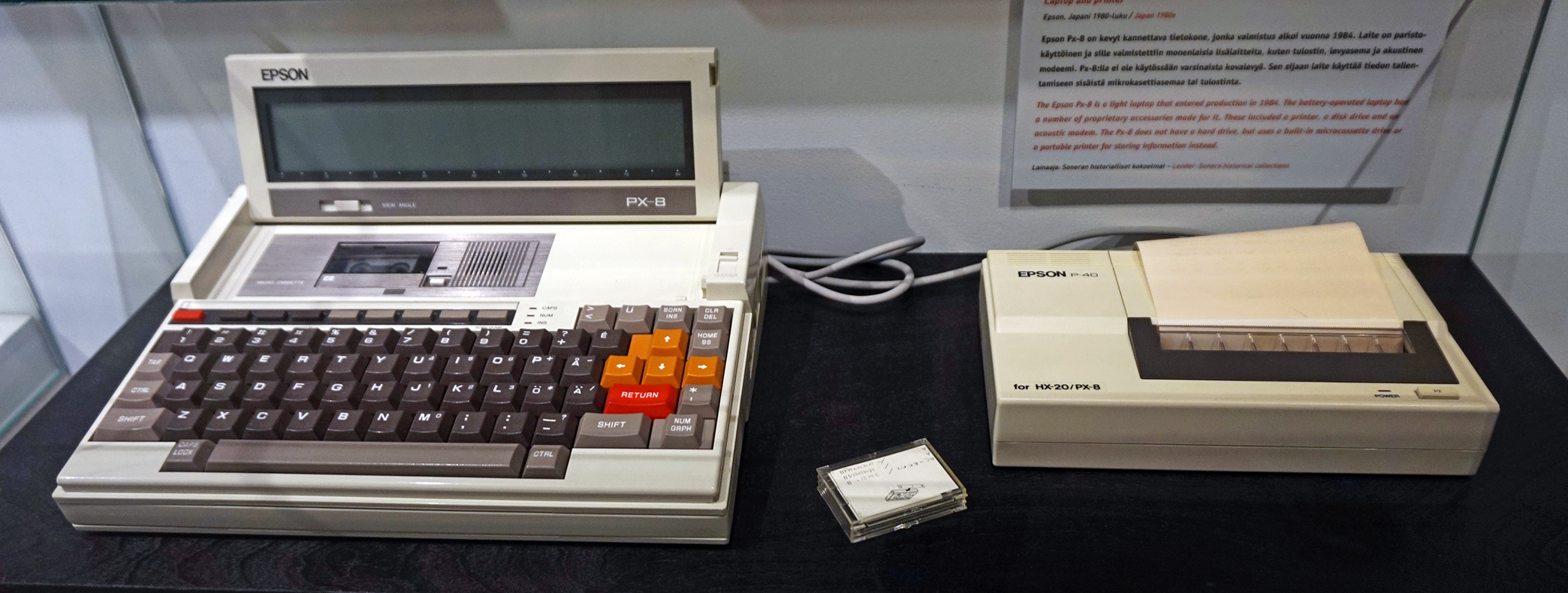
Epson PX-8 e impresora Epson P-40 en Museum Center Vapriikki, Tampere.

El Epson PX-8 «Geneva»  (Epson HC-88en Japón y Geneva en Estados Unidos) fue un ordenador portátil lanzado en 1984 por la empresa Epson. Su microprocesador es un Toshiba TMPZ84C00P-3 CMOS, compatible con Z80. El sistema operativo del Epson era el entonces popular CP/M (en la versión 2.2) en una versión personalizada, pues puede ejecutar varias aplicaciones desde un par de ranuras de cartuchos ROM que se tratan como unidades. Para el almacenamiento de archivos, tenía una unidad de microcasete incorporada y puede usar disqueteras externas. Incluye el lenguaje de programación BASIC en ROM.
El PX-8 no tenía una unidad de disco interna y, en cambio, permitía dividir la memoria en memoria de aplicación y un disco RAM, o conectar un módulo de disco RAM inteligente externo de 60 KB o 120 KB (64K y 128K internamente, pero algunos utilizado para el procesador). El módulo de disco RAM inteligente tenía su propio procesador Z80 con batería de respaldo.
El PX-8 tiene una Pantalla de cristal líquido de 80 caracteres por 8 líneas, 480 × 64 píxels, monocromática y sin retroiluminación. Utilizaba una batería interna de níquel-cadmio y tenía una duración de la batería en el rango de 6 a 8 horas cuando se usaba un software de procesamiento de texto. Una batería adicional proporcionó respaldo para la memoria RAM interna.
Había una serie de accesorios patentados disponibles, incluida la impresora portátil Epson P-40, un lector de códigos de barras (el mismo del Epson HX-20) y una de las primeras disqueteras de 3,5 pulgadas, la Epson PF-10. También se pueden usar las unidades de disco del Epson HX-20. Para las ranuras de los cartuchos ROM, había varias aplicaciones disponibles: Basic, utilidades CP/M, el procesador de textos Portable WordStar (MicroPro International), hoja de cálculo Portable CalcStar (Epson), Portable Scheduler (Epson), dBase II (Ashton-Tate) y Portable Cardbox-Plus.
El ordenador portátil tenía cómo público objetivo («target») los ejecutivos y hombres de negocio. Inicialmente no fue un éxito comercial, especialmente en comparación con la computadora portátil TRS-80 Model 100, pero logró un mayor éxito después de que se vendiera una gran cantidad con descuento en los Estados Unidos a través del DAK Catalog. El PX-8 combinó algunas de las características de sus predecesores, el Epson HX-20 es portátil, funciona con batería y el Epson QX-10 es compatible con CP/M.
En 1985, Epson presentó la Epson PX-4, que combina funciones de la PX-8 y la HX-20.

## Detalles Técnicos
- CPU:
  - Toshiba TMPZ84C00P-3 (Z80 CMOS) a 2,45 MHz Controla los programas que se ejecutan en el PX-8 y 64 KiB de memoria RAM y 32 KiB de ROM
  - Hitachi 6301 (procesador de E/S) a 614 kHz Para visualización y control de entrada/salida (E/S), es decir, comunicación con otros dispositivos como impresoras, unidades de disco, el altavoz interno, unidades de casete, etc. Controla 6 KiB de memoria RAM que se utilizan como VRAM y 4 KiB de ROM.
  - La CPU 7508 controla la interfaz con el teclado y el convertidor analógico/digital (A/D) que permite que las señales de otros dispositivos se lean como voltajes y se conviertan en números que el PX-8 pueda entender.[5] La CPU 7508 realiza las siguientes funciones:
    - Proporciona funciones de teclado como escaneo de teclado y repetición automática.
    - Controlar el interruptor POWER.
    - Controlar el interruptor RESET.
    - Sirviendo la función de temporizador de intervalo de un segundo.
    - Medición del voltaje de la batería.
    - Sirviendo la función de alarma.
    - Encendido y apagado del interruptor principal de la CPU.
    - Lectura de datos de temperatura.
    - Sirviendo las funciones de calendario y reloj.
    - Lectura de datos de un convertidor AD.
    - Control de los interruptores DIP.
    - Transferencia de datos en serie hacia y desde la CPU principal.
    - Control del modo de actualización de DRAM.

  - La UART Intel 8251 maneja la interfaz con el lector de código de barras
- ROM: 32 KiB
- Memoria RAM: 64 KiB ampliables a un máximo de 128 KiB
- VRAM: 6 KiB
- Carcasa: Rectangular (297 mm (11,69 plg) x 216 mm (8,50 plg) x 48 mm (1,89 plg)[1]) con peso de 2300 g (81,13 oz). Tapa protectora del teclado en plástico marrón-gris. Pantalla de cristal líquido de 80 caracteres por 8 líneas, 480 × 64 píxels abatible que oculta el altavoz y la lectora de microcasete. Resto de la caja en color crema. En el lateral derecho interruptor de POWER y rueda de control de volumen; . En el izquierdo pulsador de RESET. En cada lado una pata retráctil para poner el teclado inclinado. En la zona inferior está el alojamiento de baterías, el acceso a los paquetes de ROM y en el borde de la parte trasera, el conector del bus del sistema para conectar la unidad de RAM disk.
- Teclado: QWERTY / QWERTZ / AZERTY de 72 teclas tipo máquina de escribir eléctrica. 43 teclas alfanuméricas en color negro, gris claro 2 ⇧ Mayús, 2 CTRL, Tab ↹, CAPS LOCK, NUM/GRPH (para activar el keypad numérico incluido en el teclado, al estilo de los modernos notebooks; permite acceder a los caracteres serigráficos), SCRN/INS, CLR/DEL, HOME/BS y tres teclas variables; rojo RETURN; 4 teclas de cursor naranja. Carece de ESC. Hilera superior  con teclas de 1/3 de ancho STOP (ROJA) ESC, PAUSE, HELP (negras), PF1, PF2, PF3, PF4, PF5 (marrón) Se comercializan 9 variantes de teclado (puede cambiarse con el Interruptor DIP en el alojamiento de las ROMs)
  - ASCII
  - Francés
  - Alemán
  - Inglés
  - Sueco
  - Danés
  - Noruego
  - Español
  - Italiano
- Sonido : generador de pulsos programable, cuatro octavas con medios tonos mediante el altavoz interno. Rueda de control de volumen en el lateral derecho.
- Pantalla: Pantalla de cristal líquido abatible de 80 caracteres por 8 líneas, 480 × 64 píxels no retroiluminada.
- Dispositivo de almacenamiento de datos
  - Lectograbadora de microcasete integrada
  - Lectograbadora externa de casete o microcasete
  - Disquetera externa de 3,5 o 5,25 pulgadas opcional
  - Cápsula ROM en lugar del cartucho usado por otros sistemas, la PX-8 tiene dos zócalos ROM (ROM 1 y ROM 2) que cuentan en cada extremo con una pestaña que se encarga de retener en la posición correcta las patillas del chip DIP. Si se pulsan ambas pestañas con el equipo apagado, se puede sustituir la ROM por otro paquete de aplicaciones sin complicados procesos de inserción en zócalos estándar que pueden dañar los pines del chip. El tamaño se reduce también notablemente de cara a llevar las aplicaciones para un uso móvil.
- Entrada/salida :
  - Minijack SP OUT: Salida de sonido.
  - Minijack A/D IN: Entrada de conector analógico digital.
  - Minijack BRCD: Lápiz lector de código de barras.
  - Conector IDC de 50 pines con las señales del bus del sistema. Se utiliza para conectar la unidad Disco RAM o una Universal Unit proporcionada por Epson para los desarrollos de terceros.
  - Puerto serie RS-232C estándar con conector Mini-DIN de 8 pines. Epson proporciona 3 tipos de cable para este conector
    - Cable #724: Este cable se utiliza para conectar el PX-8 a un módem o acoplador acústico.
    - Cable #725: Este cable se usa para conectar el PX-8 a una computadora equipada con una interfaz RS-232C y un conector DB25.También se usa para conectar el PX-8 con una impresora en serie u otro dispositivo de E/S que esté equipado con una interfaz RS-232C.
    - Cable #726: Este cable se utiliza para conectar dos PX-8 a través de las interfaces RS-232C. Esto también se conoce como el cable de módem nulo.

  - Puerto serie propietario. Se utiliza para conectar unidades de disco opcionales (unidad D:, E:, F: y G: en las asignaciones por defecto) o una impresora serie. La velocidad de comunicación es de 38400 bps cuando las unidades de disco están conectadas y 4800, 600 o 150 bps cuando hay una impresora conectada. Cuando se elige la interfaz serial como interfaz de la impresora, la configuración  predeterminada es 4800 bps. Qué dispositivo está conectado conectado está determinado por el programa CONFIG. El PX-8 también puede detectar que una unidad de disquete EPSON está conectada y configurará automáticamente la tasa de baudios a 38,400 baudios sin la necesidad de usar CONFIG. Con conector Mini-DIN de 8 pines, la diferencia está en el patillaje
    1. GND	Tierra
    2. PTX Datos transmitidos
    3. PRX	Recibir datos
    4. (RTS) Solicitud de envío
    5. (CTS) Listo para enviar
    6. PIN	Estado listo
    7. POUT Señal de control
    8. no conectado
- Sistema operativo: CP/M. Dadas las particularidades del equipo, las letras de unidad se asignan:
  - A: RAM disk
  - B: ROM 1
  - C: ROM 2
  - D: disquetera 1
  - E: disquetera 2
  - F: disquetera 3
  - G: disquetera 4
  - H: unidad de microcasete

## Recepción
BYTE en febrero de 1985 llamó a la PX-8 "una buena segunda computadora, especialmente para personas con sistemas CP/M o usuarios de WordStar". La revista aprobó su documentación y almacenamiento en cinta, y describió la pantalla como "aceptable" pero menos legible que la del Model 100. BYTE concluyó que "after the disappointment of the Epson HX-20, the Geneva PX-8 represents a giant improvement. It is, at this time, the most powerful 8-bit portable available" ("después de la decepción de la Epson HX-20, la Geneva PX-8 representa una gran mejora. Es, en este momento, la portátil de 8 bits más poderosa disponible").

## Imágenes adicionales

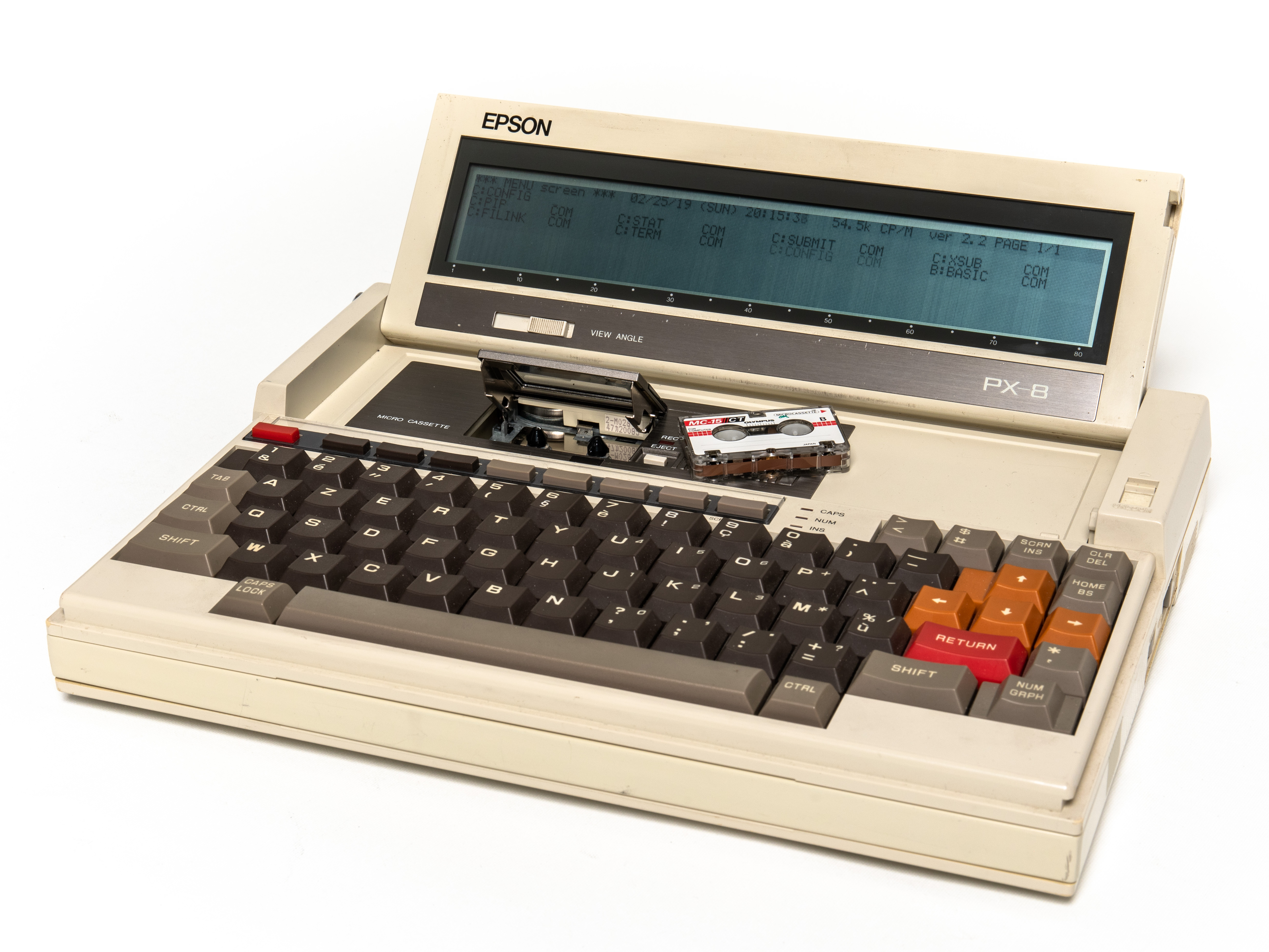
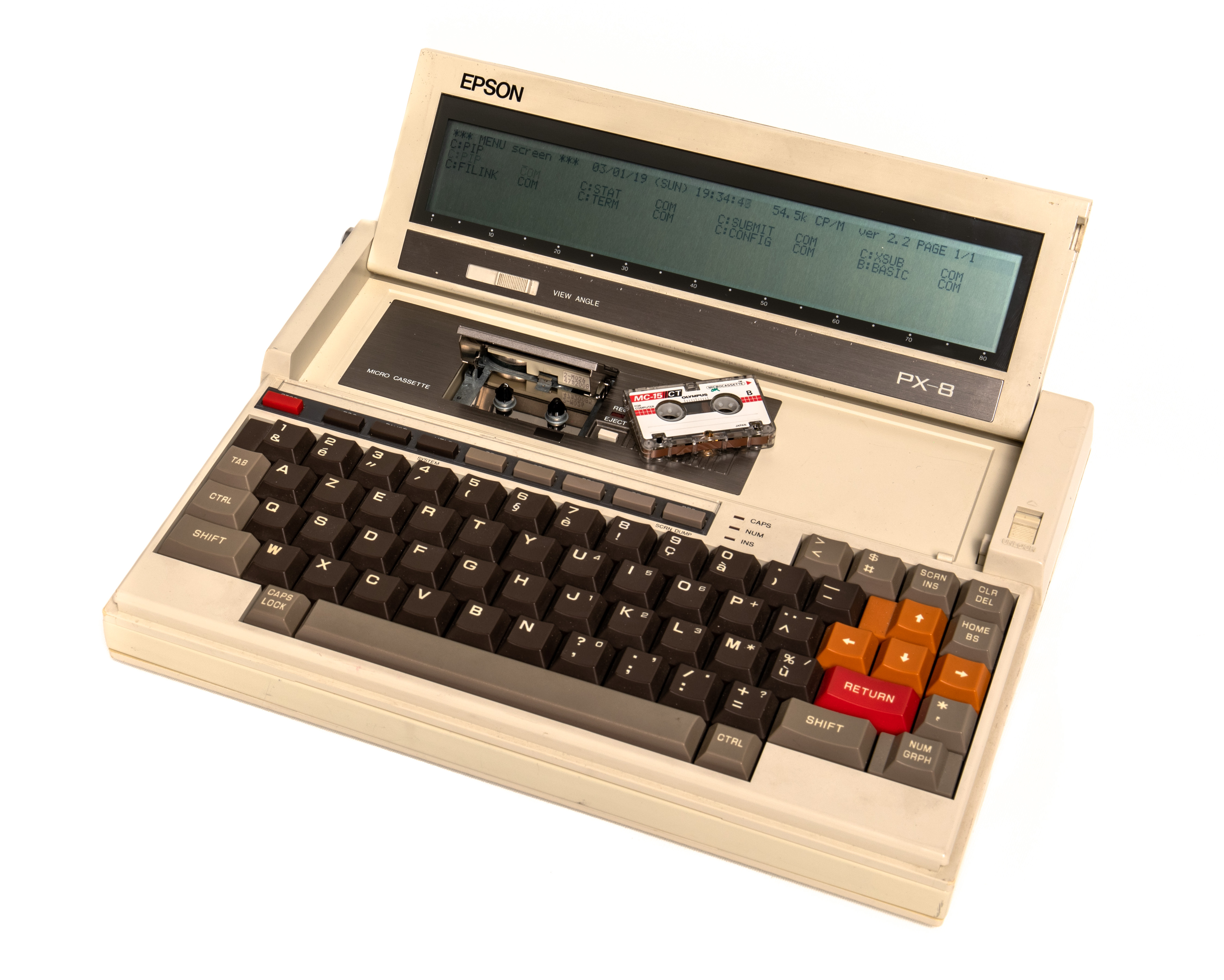
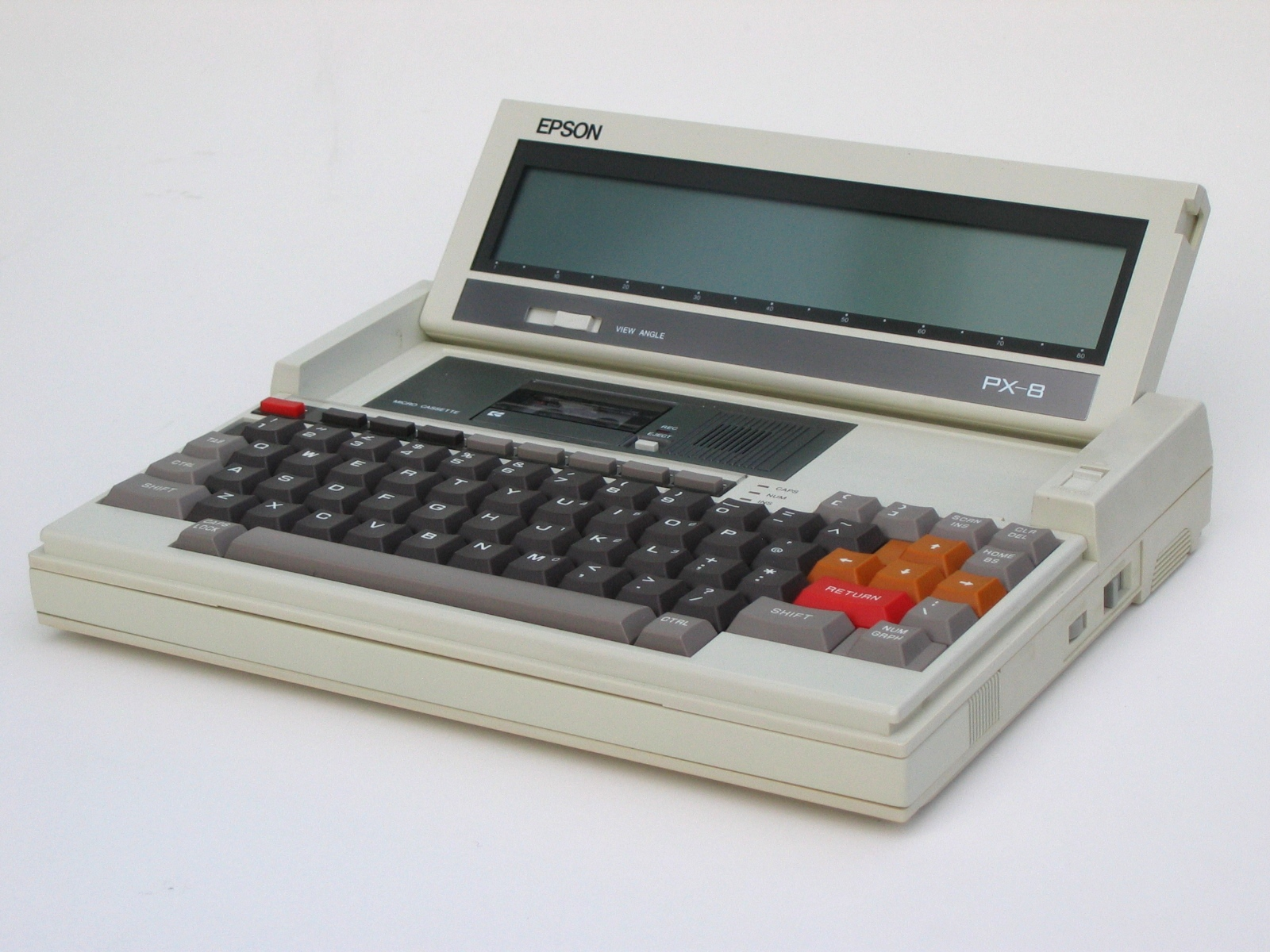
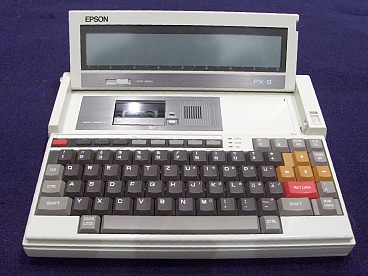